# Mosquée Khaled ibn El Walid de Givors
La mosquée Khalid ibn al-Walid, ou grande mosquée de Givors, est un édifice religieux musulman, situé à Givors dans la métropole de Lyon, inauguré en 2013.

## Présentation
Située impasse Honoré Pétetin, à la limite de la commune de Grigny, la mosquée s'étend sur une surface de 1 565 m2 et peut accueillir 1 365 fidèles, ce qui en fait en termes de capacité le troisième édifice religieux musulman de la métropole de Lyon, après la grande mosquée de Lyon et la mosquée Eyüp Sultan de Vénissieux.

## Historique
Le manque de lieux de culte pour la communauté musulmane du sud lyonnais conduit l'association Iqra (« lecture ») à lancer le projet de bâtir une grande mosquée à Givors. La construction commence début 2008 et après cinq ans de travaux coûtant 2,9 millions d'euros, la mosquée est ouverte le 30 avril 2013.